# Denis Alexejewitsch Dawydow
Denis Alexejewitsch Dawydow (russisch Денис Алексеевич Давыдов; * 22. März 1995 in Moskau) ist ein russischer Fußballspieler.

## Karriere

### Verein
Dawydow begann seine Karriere bei Spartak Moskau. Zur Saison 2013/14 rückte er in den Kader der drittklassigen Reserve Spartaks. Im September 2013 gab er gegen Zenit St. Petersburg sein Debüt für die Profis der Moskauer in der Premjer-Liga. In der Saison 2013/14 kam er zu zwei Erstliga- und 21 Drittligaeinsätzen. In der Saison 2014/15 spielte er regelmäßig für die Profis und kam zu 19 Einsätzen in der Premjer-Liga, zudem spielte er zehnmal für die Reserve, mit der er in die Perwenstwo FNL aufstieg. In der Saison 2015/16 spielte er bis zur Winterpause achtmal für die erste und neunmal für die zweite Mannschaft.
Im Februar 2016 wurde Dawydow nach Tschechien an den FK Mladá Boleslav verliehen. Bei den Tschechen spielte er aber keine Rolle und kam nie zum Einsatz. Zur Saison 2016/17 kehrte der Angreifer wieder nach Moskau zurück. Mit Spartak wurde er 2017 Meister, in der Meistersaison kam er zu vier Einsätzen in der Premjer-Liga. Zudem spielte er 29 Mal für Spartak-2 in der FNL und erzielte 13 Tore. In der Saison 2017/18 spielte er ausschließlich für die Reserve, für die er zu 21 Zweitligaeinsätzen kam.
Im Juli 2018 wurde Dawydow ein zweites Mal verliehen, diesmal nach Lettland an den FK Spartaks Jūrmala. Für Jūrmala spielte er bis zum Ende der lettischen Spielzeit 2018 zwölfmal in der Virslīga und erzielte zwei Tore. Nach dem Ende der Leihe wurde im Februar 2019 sein Vertrag bei Spartak aufgelöst und er wechselte zum Zweitligisten FK Nischni Nowgorod. Für Nischni Nowgorod spielte er siebenmal in der FNL. Zur Saison 2019/20 wechselte er ein drittes Mal ins Ausland, diesmal nach Bulgarien zu ZSKA Sofia. Bei ZSKA spielte er aber keine Rolle und kam nur zu drei Einsätzen in der Parwa liga, ehe sein Vertrag in Bulgariens Hauptstadt im Mai 2020 aufgelöst wurde.
Im September 2020 kehrte Dawydow wieder nach Russland zurück und schloss sich dem Zweitligisten Tom Tomsk an. Für Tom kam er in der Saison 2020/21 zu 17 Zweitligaeinsätzen. Im September 2021 wechselte der Offensivmann zum Drittligisten Snamja Truda Orechowo-Sujewo. Für Snamja-Truda spielte er 21 Mal in der Perwenstwo PFL, in denen er neunmal traf. Zur Saison 2022/23 wechselte er zum Erstligisten FK Chimki. Für Chimki kam er aber nur zu einem Pokaleinsatz, primär spielte er dort für die Reserve. Nach dem Abstieg aus der Premjer-Liga verließ er Chimki nach der Saison 2022/23.

### Nationalmannschaft
Dawydow spielte zwischen 2011 und 2015 49 Mal für russische Jugendnationalteams. Im März 2015 absolvierte er in einem Testspiel gegen Kasachstan sein einziges Spiel im A-Nationalteam.